# Фустат
Фуста́т (Эль-Фустат, араб. الفسطاط‎) — один из крупнейших по площади и населению городов Раннего Средневековья, столица Египта при Омейядах и Аббасидах, исторический предшественник современного Каира.
Основал город в дельте Нила арабский военачальник, сподвижник Мухаммеда Амр ибн аль-Ас в 641 году. Именно здесь была построена первая в Африке мечеть, по имени основателя называемая мечетью Амра ибн аль-Аса. В Фустате существовал еврейский квартал и синагога (подробнее см. Каирская гениза). Население колебалось между 120 и 200 тысячами жителей.
Застройка города отличалась хаотичностью. Вокруг нескольких крупных мечетей и дворцов в беспорядке громоздились грязные лачуги, построенные без какого бы то ни было плана. Пожары и эпидемии были обычным явлением. Всё это вынуждало аббасидских наместников селиться на севере города, сначала в предместье Аль-Аскар, а при Тулунидах — в местечке Аль-Катаи.
В 969 году Фустатом овладели Фатимиды, которые перенесли резиденцию египетского наместника в центр современного Каира. Фустат продолжал оставаться многолюдным (хотя и неукреплённым) городом до 1169 года, когда его сожгли по приказу халифского визиря во избежание захвата христианскими армиями Амори Иерусалимского.
При Салах ад-Дине Фустат был восстановлен, но не как самостоятельный город, а как пригород Каира. Район египетской столицы, который вырос на месте древнего Фустата, называется Старым Каиром.
Выдающийся еврейский философ, раввин, врач Рабби Моше бен Маймон (Маймонид) (1135—1204) поселился в Фустате в 1168 году, где вскоре стал главой еврейской общины в Египте (нагидом), а заодно и семейным лекарем Салах ад-Дина, его визиря, и будущих правителей. Там Маймонид создал свои основные труды, «Мишне Тора» и «Море Невухим»

## Источник
- Фустат в Британской энциклопедии